# 洗石庵
洗石庵（せんせきあん）は、中華人民共和国広西チワン族自治区貴港市桂平市西山鎮にある臨済宗の寺院。「西山茶」で有名。

## 沿革
洗石庵は清の順治3年（1646年）に建てられ、康熙38年（1699年）に完成した。現寺は嘉慶14年（1809年）の所建である。
1983年、中華人民共和国国務院は洗石庵を漢族地区仏教全国重点寺院に認定した。

## 伽藍
山門、大雄宝殿、三聖殿、玉仏殿、観音殿、法相堂